# يواخيم فون ريبنتروب
يواخيم فون ريبنتروب (بالألمانية: Joachim von Ribbentrop)‏ (30 أبريل 1893 في فيزل - 16 أكتوبر 1946 في نورنبارغ) - من أبرز قيادات ألمانيا النازية، وزير الخارجية من 4 فبراير 1938 إلى 30 أبريل 1945 كما شغل منصب سفير ألمانيا لدى بريطانيا من 1936 إلى 1938.أدين بجرائم ضد الإنسانية في محكمة نورنبيرغ وأعدم. عرف عنه دوره في وضع معاهدة عدم الاعتداء الألمانية السوفياتية قبل الحرب العالمية الثانية.

## شبابه
ولد يواخيم في مدينة فيزيل غرب الإمبراطورية الألمانية حيث كان يعمل والده ضابطا في الجيش الألماني، وقضى يواخيم الفترة من 1904 و 1908 في متز حيث تلقى دروسا في اللغة الفرنسية. في عام 1908 سرح والده من الجيش بسبب تجرئه على انتقاد القيصر فيلهلم الثاني واتهامه الشذوذ. أمضى يواخيم بعدها حياته بالتنقل ما بين ألمانيا وفرنسا ثم كندا في عام 1910.
بتعلّمه اللغة الإنجليزية في كندا، أصبح يجيد ثلاث لغات (الألمانية والإنجليزية والفرنسية)، والتي سوف تعزز مسيرته الدبلوماسية والسياسية بعد عام 1933. بوصوله إلى مونتريال في عام 1910، عمل ريبنتروب أعمالا متنوعة منها تشييد جسر كيبيك المشهور تحت صفة «عامل مكلّف بمهام مختلفة» في 1912. ثم عمل يواخيم فون ريبنتروب كمستورد للشمبانيا والنبيذ والمشروبات الروحية. عندما اندلعت الحرب العالمية الأولى عاد على الفور إلى ألمانيا في أغسطس عام 1914 من خلال هولندا وانخرط كجندي في الجبهة الشرقية ثم الغربية. أصيب في عام 1917 ومنح وسام الصليب الحديدي ثم أرسل إلى إسطنبول بتركيا كضابط وهناك تعرف على ضابط ألماني آخر هو فرانز فون بابن الذي سيصبح مستشارا لألمانيا في المستقبل.
تزوج يواخيم فون ريبنتروب آنا اليزابيث هنكل (1920)، ابنة أوتو هنكل منتج الشمبانيا الثري، وأصبح مستشهرا للشمبانيا ثم التحق بـالحزب النازي في عام 1932، حيث تعززت علاقته بالأوساط السياسية التقليدية. وعين ريبنتروب في العام التالي Standartenführer - SS. وتقرّب من هاينريش هيملر لكن العلاقة بينهما تدهورت فيما بعد.

## العمل الدبلوماسي

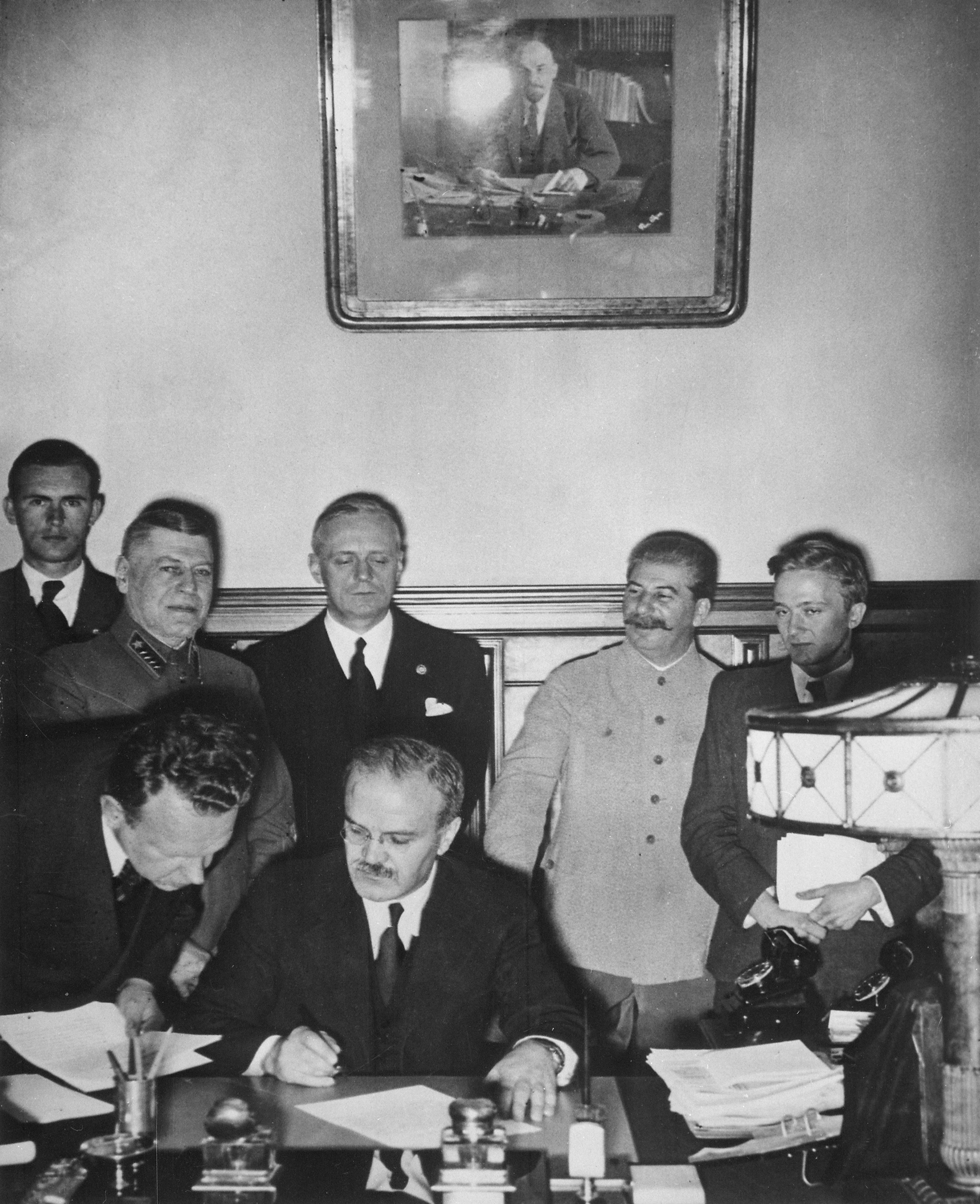
عند توقيع الاتفاق الألماني السوفييتي، ريبنتروب على يمين ستالين في الخلفية

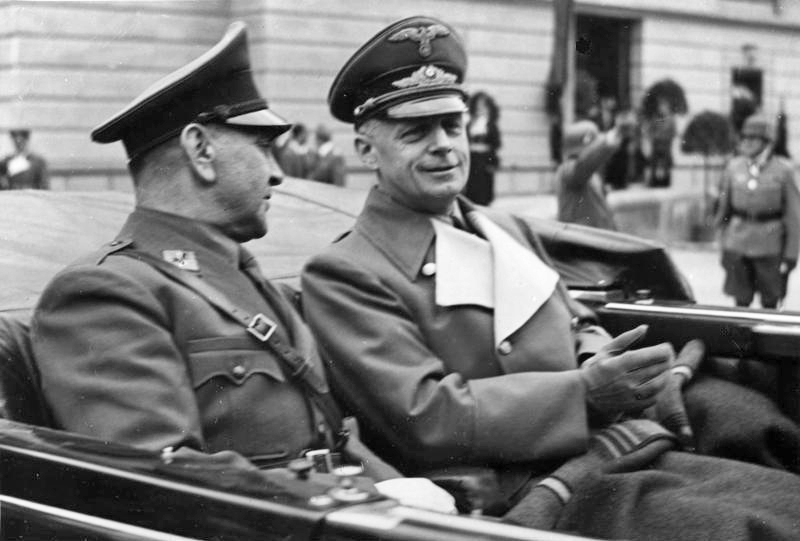
بصحبة الرئيس الكرواتي أنتي بافليتش سنة 1941

في يناير عام 1933 نظمت في منزله المفاوضات بين أدولف هتلر والمستشار المستقيل فرانز فون بابن ونجل الرئيس باول فون هيندنبورغ، لتعيين هتلر كمستشار. في عام 1935 أصبح وزيرا بدون حقيبة ومستشار غير رسمي للشؤون الخارجية لهتلر، لأنه تكلم بطلاقة الفرنسية والإنكليزية، وكان مطّلعا على العلاقات الدولية. زاد من نفوذه في الحزب باتباعه المنهج الأشد تطرفا، المقرب إلى هتلر مما همش وزير الخارجية آنذاك كونستنتين فون نويرات. هذا الأخير، في محاولة للحط من سمعته، حظر خدمات وزارته لتصحيح الأخطاء اللغوية المتكررة لمنافسه، في الملاحظات التي يوجهها لهتلر، ولكن دون جدوى. في يونيو 1935، نجح في التفاوض على اتفاق بحري مع بريطانيا سمح للرايش الثالث بزيادة أسطوله بشكل كبير، وقد هدد ريبنتروب جون سايمون، وزير الخارجية البريطاني، بأنه إذا لم تقبل المقترحات الألمانية بشكل كامل فسيغادر على الفور. وقد سمح الاتفاق للبحرية الألمانية ببلوغ 35 ٪ من حمولة من سطح السفن البحرية البريطانية و 45 ٪ للغواصات.
كسفير إلى لندن في عام 1936، ترك انطباعا من عدم الكفاءة، إذ أخطأ بتقديره أن الملك إدوارد الثامن مؤيد لألمانيا ويقود السياسة الخارجية البريطانية ويعيش مؤامرة لإرغامه على التنازل عن العرش من قبل القوى اليهودية والماسونية. وأظهر بالتالي تجاهلا واضحا للنظام الدستوري في المملكة المتحدة. إجراؤه اتصالات مع عدد قليل من أعضاء مجلس اللوردات، بما في ذلك اللورد لوثيان واللورد سيسيل جعله يعتقد أن الرأي العام البريطاني يرغب في تحالف مع ألمانيا، وهو ما لم يكن صحيحا.
ومع ذلك، فإنه أصبح وزيرا للخارجية في عام 1938 بدلا من نويرات الذي أثار وقوفه ضد الحرب حفيظة هتلر. وقد رأى هتلر أن الاتصالات التي أنشأها ريبنتروب في لندن ستمكنه من استرضاء بريطانيا.
مهد ريبنتروب الطريق الدبلوماسية لضم السوديتنلاند إلى ألمانيا من خلال تقديم تهديد هتلر في صيغة ملطفة، ولعب دورا أساسيا في التقارب بين هتلر وموسوليني والتي أدت إلى إقامة محور روما-برلين في 22 مايو 1939.
عشية الحرب العالمية الثانية وقع مع فياتشيسلاف ميخائيلوفيتش مولوتوف مهندس الاتفاق الألماني السوفييتي (معاهدة عدم اعتداء)، التي وقعت في 23 أغسطس 1939 بما في ذلك البند السري القاضي باقتسام بولونيا بين القوتين.
خلال خريف عام 1940، والحرب العالمية الثانية تدور، وضع «مؤامرة ويندسور» لاعادة الملك السابق إدوارد الثامن إلى عرشه لجلب بريطانيا للسلام. واستشعر ونستون تشرشل الخطر فأرسل دوق وندسور إلى جزر البهاماس حاكما.
لم يدفع ريبنتروب باتجاه اندلاع الحرب ضد الاتحاد السوفياتي في عام 1941، ولكنه مع ذلك لم يفعل شيئا لمنع ذلك طاعة منه لهتلر. وفقا لأحد المؤرخين، بعد أن سلّم إعلان الحرب للسفير السوفياتي همس: «أبلغ موسكو أنني كنت ضد هذه الحرب».

## تراجع النفوذ
تدريجيا، حيث أن الحرب ما زالت مستمرة قلّ تأثير ريبنتروب على هتلر إذ أن هذا الأخير لم يعد يولي الدبلوماسية حذرا كبيرا. بالإضافة إلى ذلك، معظم الأشخاص الذين يعينون في السفارات كانوا غير أكفاء ثم إن ألمانيا لم يعد لها تمثيل ديبلوماسي إلا مع عدد قليل من الدول إذ أن معظم العالم كان إما في حالة حرب مع ألمانيا أو محتلا من قبلها. استبعد تماما من مؤامرة 20 جويلية 1944 ضد أدولف هتلر، رغم أنها كانت بقيادة الطبقة الاجتماعية التي كان يسعى إلى الانتساب إليها.

## المحاكمة والإعدام

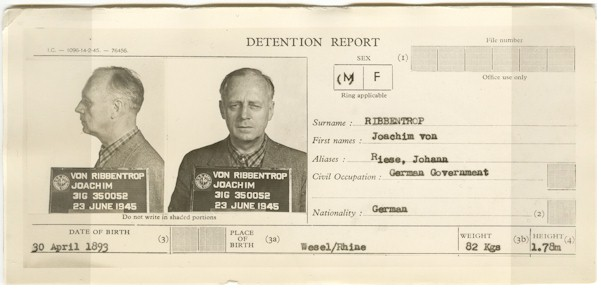
بطاقة القبض عليه

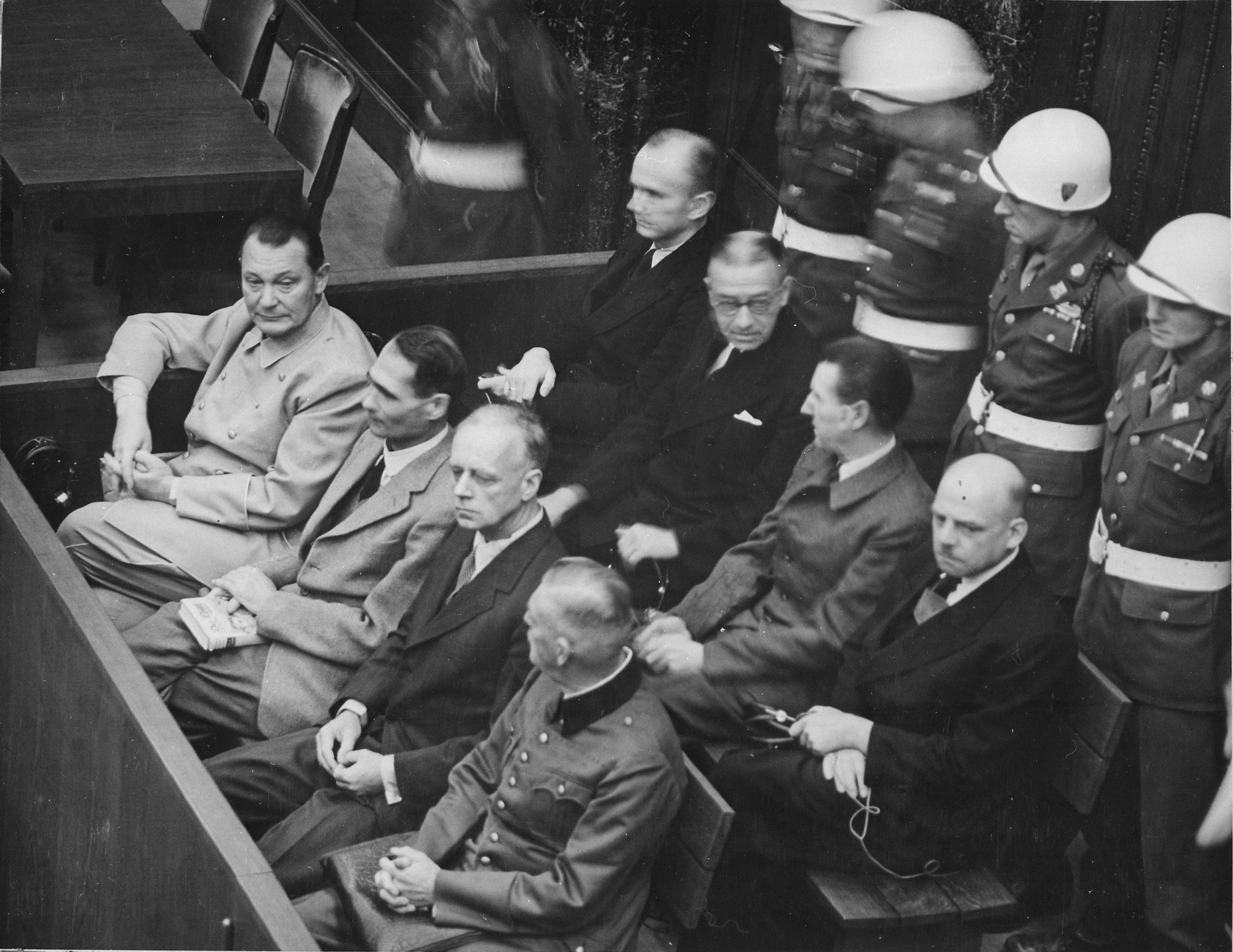
محكمة نورنبيرغ، ريبنتروب يجلس في الصف الأول المقعد الثاني من اليمين

في محاكمات نورمبرغ، وقال أنه ينفي أي مسؤولية عن معسكرات الاعتقال. ومع ذلك، يعتقد أنه في سبتمبر 1942 قد دفع الدبلوماسيين الألمان في البلدان المحتلة لتسريع عمليات الترحيل لليهود وأنه اشتكى من تأخر الإيطاليين في ترحيل اليهود من منطقة الاحتلال الإيطالي في فرنسا.اتهم دبلوماسيون بلعب دور هام في تنظيم الترحيل عن طريق التفاوض كما هو الحال في فرنسا مع حكومة فيشي في جوان عام 1942 عندما طلب الممثل الألماني لدى نظام فيشي من بيير لافال ترحيل 50000 من اليهود. من ناحية أخرى، ثبت خلال المحاكمة أنه استولى على ممتلكات بعض الأشخاص الذين كان قد أمر بترحيلهم. وقد دافع عن نفسه خاصة من خلال إظهار أنه على قدم المساواة في تحمله للمسؤولية مع محاكميه مذكرا أن ألمانيا لم تهاجم بولونيا بمفردها بل اقتسمتها مع الاتحاد السوفياتي كاشفا البند السري من معاهدة عدم الاعتداء، وهو ما شكّل إحراجا للسوفييت.

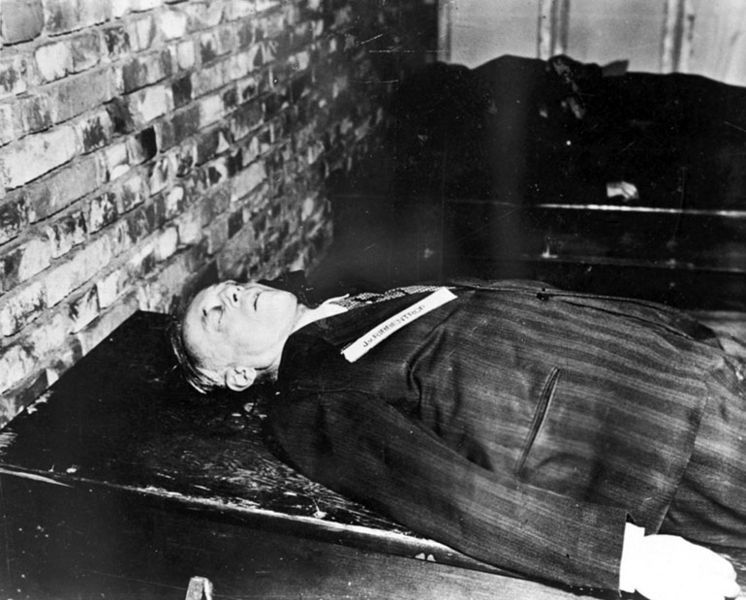
جثة ريبنتروب بعد إعدامه

حكم عليه بالإعدام في محاكمة نورمبرغ في عام 1946 للتآمر وجرائم ضد السلم وجرائم الحرب وجرائم ضد الإنسانية (أثبتت كل التهم الرئيسية الأربع). وهو أول من أدان يعدم في ليلة 16 أكتوبر 1946 في الساعة 1:01.
كانت كلماته الأخيرة: «أدعو الله أن يحمي ألمانيا. وأنا على وشك أن أموت، وأود أن أعرب عن الأمل في أن تتمكن من الحفاظ على وحدتها، وأن يتمكّن الشرق والغرب من الاتفاق على هذه النقطة.»
إعدامه كان غير معد بالقدر الكافي من قبل الجلادين فقد تطلّب 17 دقيقة ليموت.

## وصلات خارجية
- يواخيم فون ريبنتروب على موقع IMDb (الإنجليزية)
- يواخيم فون ريبنتروب على موقع الموسوعة البريطانية (الإنجليزية)
- يواخيم فون ريبنتروب على موقع مونزينجر (الألمانية)
- يواخيم فون ريبنتروب على موقع إن إن دي بي (الإنجليزية)
- يواخيم فون ريبنتروب على موقع ديسكوغز (الإنجليزية)
- يواخيم فون ريبنتروب على موقع قاعدة بيانات الفيلم (الإنجليزية)
- The Trial of German Major War Criminals, access date 1 July 2006.